# تابيلاريا
تابيلاريا (بالإنجليزية: Tabellaria) هي إحدى أجناس الدياتومات المنتمية لعائلة (Bacillariophyceae) . وهي تأخذ شكل المكعب وتكون فيها الطبقة الخارجية «الجدر الخلوية السيليكونية» متصلة مع بعضها عند الزوايا ولذلك فإنه من المفترض أن تأخذ المستعمرات الشكل المتعرج (zigzag shape) .

## وصلات خارجية
Protist Images Database:Tabellaria - Micrographs of Tabellaria species, but with only T. fenestrata identified to the species level  - Tabellaria at algaebase.org